# TSPAN2
TSPAN2‏ (Tetraspanin 2) هوَ بروتين يُشَفر بواسطة جين TSPAN2 في الإنسان.